# Roman Bezus
Roman Anatoliyovitch Bezus (en ukrainien : Роман Анатолійович Безус, né le 26 septembre 1990 à Krementchouk, est un footballeur international ukrainien. Il évolue au poste de milieu offensif à l'Omónia Nicosie.

## Palmarès
- Finaliste de la Ligue Europa en 2015.
- Finaliste de la Coupe de Belgique en 2019
- Vainqueur de la Coupe de Belgique en 2022